# Кама (Новосибірська область)
Кама (рос. Кама) — село у Куйбишевському районі Новосибірської області Російської Федерації.
Входить до складу муніципального утворення Камська сільрада. Населення становить 560 осіб (2010).

## Історія
Згідно із законом від 2 червня 2004 року органом місцевого самоврядування є Камська сільрада.

## Населення
| 2002 | 2007 | 2010 |
| ---- | ---- | ---- |
| 776  | ↘749 | ↘560 |